# Jamestown (Pennsylvanie)
Pour les articles homonymes, voir Jamestown.
Jamestown est un arrondissement de l'agglomération régionale de Youngstown–Warren–Boardman. Il se trouve sur les bords de la rivière Shenango dans le comté de Mercer (Pennsylvanie). Sa population est de 636 personnes selon le recensement de 2000 census. Jamestown a été fondé en 1798 par James Campbell et a été incorporé en 1853. C'est le siège de la commission scolaire du même nom.
Lors de l’éruption de tornades le 31 mai 1985 en Ontario, Ohio, Pennsylvanie et New York, une tornade d'intensité F4 s'est formée près de la ville et a tué vingt-quatre personnes le long de sa trajectoire jusqu'à Tionesta, Pennsylvanie. Il s'agissait de la tornade la plus meurtrière de la journée.